# Edificis a l'avinguda de Rhode (Roses)
Els Edificis a l'avinguda de Rhode és un conjunt d'edificis del municipi de Roses (Alt Empordà) inclosos en l'Inventari del Patrimoni Arquitectònic de Catalunya.

## Descripció
Conjunt d'edificis situats a l'Avinguda de Rhode, a primera línia de mar i amb les façanes principals orientades a la costa. D'aquestes quatre construccions, el número 101 és el més diferent tipològicament, tot i que manté trets semblants amb les altres tres.
En general es tracta d'edificis entre mitgeres, formats per planta baixa i dues més d'alçada, amb les façanes ordenades simètricament (en els números 103 i 139 també hi ha façana pel carrer posterior) i les plantes baixes transformades en locals comercials. En el cas dels números 119 i 139, les façanes estan rematades amb balustrada, mentre que en el número 103 es localitza una cornisa sustentada per bigues de fusta (aquest edifici té una planta àtic retirada de la línia de façana, fruit d'alguna ampliació posterior) i jardineres sota les finestres decorades amb ceràmica vidrada. Les obertures, una per planta exceptuant la planta baixa amb accés des del carrer, són rectangulars i de grans dimensions.
L'edifici del número 101, conegut com la Casa Canals, té certes diferències respecte a la resta d'edificis. En aquest cas, l'edifici forma cantonada entre l'avinguda de Rhode i el carrer de Figueres. Antigament tenia un jardí posterior, i constava només de planta baixa amb la coberta plana. La façana principal estava dividida en tres eixos verticals marcats per uns plafons ceràmics rectangulars, a manera de carreus. La porta d'accés, descentrada respecte a l'amplada total de la façana, es troba delimitada per dues pilastres de planta quadrada rematades amb capitell, que sustenten un voladís motllurat, que fa les funcions de cornisa. A cada costat de la porta hi ha dues finestres quadrades sense decoració. La part superior de l'antiga façana de l'edifici es troba coronada per un fris corregut decorat amb permòdols que sustenten una cornisa motllurada, idèntica a la de la porta d'accés. Damunt la cornisa es recolza una barana de ferro i obra que delimita l'antiga terrassa superior, decorada amb un plafó ceràmic policromat amb la imatge de la verge de Montserrat. La façana es troba arrebossada i pintada de color blanc, amb els elements decoratius en blau. Les estances de l'interior de l'edifici s'articulen al voltant d'un espai distribuïdor que fa les funcions de rebedor. El 2018 començà un projecte d'un edifici plurifamiliar damunt l'antiga finca, que només respecta les façanes sud i oest.

## Història
L'edifici de l'Avinguda de Rhode 101, conegut com la Casa Canals, fou l'antiga Oficina de Turisme de Roses des de l'any 1993 fins al 2002. Fou construït per Joan Marés i Marés, mestre d'obres originari de Roses. Actualment l'edifici està destinat a un ús comercial. El projecte del nou edifici, sobre el solar de la casa, conserva tan sols la façana d'un dels edificis més carismàtics del front marítim rosinc del segle xx. Les obres d'enderroc començaren el 18 d'octubre de 2017.